# Санабар I
Санабар I (греч. ϹΑΝΑΒΑΡΟΥ, Sanabarou; 135—160 гг. н. э.) был индо-парфянским царём. Он был последним индо-парфянским царём, правившим как в Сакастане, так и в южной Арахосии, когда кушаны под предводительством Вимы Кадфиза вторглись на индо-парфянскую территорию. С 160 г. н. э. остатки Индо-парфянского царства были разделены между Тураном при Пахаре I и Сакастаном при Санабаре II. После раздела остатков Индо-парфянского царства на владения Турана, царство Туран охватывает период с 160 по 230 год нашей эры.
В своей чеканке Санабар I представил облегающую тиару в парфянском стиле для своих портретов, характеристика, которую позже продолжил Пахар I. На реверсе изображена идущая фигура Ники.
Похоже, что Санабар II правил в Сакастане с 160 по 230 год нашей эры.